# Белведер
Белведер (пољски изговор: ; од италијанског belvedere, „прелеп поглед“) је неокласична палата у Варшави, Пољска. Палата је подигнута 1660. и преуређена почетком 1800-их. У питању је једна од неколико званичних резиденција које користе пољски председници, као и кућа за одседање шефова држава који су у званичним посетама Пољској. Комплекс се налази јужно од центра Варшаве, у близини историјског парка Краљевских купатила (Łазиенки).

## Историја
Садашња зграда је последња преостала од неколико које су стајале на том месту од 1660. Белведер је некада припадао последњем пољском краљу, Станиславу Августу, који га је користио као фабрику за производњу порцелана. Од 1818. била је резиденција великог војводе Константина Павловича, који је де факто био намесник у Конгресној Краљевини Пољској. Побегао је из Белведера почетком новембарског устанка 1830.
Након поновног успостављања независности Пољске након Првог светског рата (1918), Белведер је служио као резиденција маршала Јозефа Пилсудског,<ref name="perelki"->шефа државе (1918–22) и касније (1926–35) министра војног Пољске. Палата је повремено била и резиденција председника Станислава Војчеховског. Након државног удара у мају 1926. године, власништво над комплексом је прешло са Војчеховског на Пилсудског, који је ту умро 1935.
Током Другог светског рата, зграда је опсежно преуређена за Ханса Франка, гувернера окупиране и Генералног губернаторства. Остаје једна од ретких оригиналних структура у Варшави која је преживела рат.
У периоду 1945-1952 палата је била резиденција Болеслава Бјерута, а касније и председника Државног савета. Од 1989. до јула 1994. била је званична резиденција пољских председника (Војчеха Јарузелског и Леха Валенсе ), али се показала као премала за ту потребу. Касније је палату председник Бронислав Коморовски користио као своју приватну резиденцију.
Белведер обично користе председник и влада у церемонијалне сврхе, док председник борави у  Председничкој палати у центру града. Такође служи као званична резиденција за шефове држава у званичним посетама Пољској и друге важне госте. Било је планова да се палата Белведер претвори у музеј посвећен Јозефу Пилсудском. Тренутно се у палати налази мала изложба посвећена маршалу.

## Галерија
- Фасада палате
- Парк током 1775, слика Бернарда Белота
- Упад у палату Белведер током Новембарског устанка
- Статуа Јозефа Пилсудског испред Белведера